# Tom Soetaers
Tom Soetaers (Tienen, 21 juli 1980) is een Belgische voormalig voetballer. Sinds het najaar van 2012 is hij analist bij Sporting Telenet en sinds september 2013 ook bij Stadion op VTM.

## Carrière
Soetaers speelde in zijn jeugd bij het lokale White Star Wommersom, waar hij door scouts van RSC Anderlecht werd opgepikt. Soetaers doorliep de jeugdopleiding van Anderlecht. Op achttienjarige leeftijd debuteerde de Vlaams-Brabander in de hoofdmacht van Anderlecht. Daar speelde hij in anderhalf seizoen zeven wedstrijden. In de winterstop van het seizoen 1999/2000 verhuisde Soetaers naar het Nederlandse Roda JC om het vertrek van Peter Van Houdt op te vangen.
In zijn eerste seizoenshelft in Nederland kwam Soetaers acht maal tot spelen toe. In zijn tweede seizoen kreeg hij van trainer Sef Vergoossen een definitieve basisplaats. Hij speelde zich bij Roda JC in de aandacht van onder meer Arsenal en Tottenham Hotspur. Technisch directeur Nol Hendriks liet weten dat Soetaers voor niet minder dan 25 miljoen gulden mocht vertrekken en de buitenlandse interesse vloeide weg. Soetaers pakte de draad bij Roda JC weer op en vormde samen met Yannis Anastasiou een duo. Samen zorgden ze voor 72 doelpunten. Zijn tijdperk bij Roda JC kwam ten einde toen hij voor €900.000 naar Ajax vertrok.
In Amsterdam viel Soetaers al snel buiten de basiself van Ronald Koeman. Soetaers moest twee jaar lang genoegen nemen met een plaats op de bank. De linksbuiten keerde uit onvrede terug naar België, naar KRC Genk, waar hij vanaf 2004 een gewaardeerde kracht was.
Op zondag 21 juni 2009 tekende hij een tweejarig contract bij KV Kortrijk. Hij was transfervrij. Al snel werd duidelijk dat hij niet in de plannen van Georges Leekens paste. Op 29 januari 2010 maakte hij de overstap naar KV Mechelen en werd in de ruil met Wouter Vrancken betrokken, die de stap in de andere richting zette.

## Spelerscarrière
| seizoen | club              | land               | competitie         | wed. | goals |
| ------- | ----------------- | ------------------ | ------------------ | ---- | ----- |
| 1998/99 | RSC Anderlecht    | Vlag van België    | Jupiler League     | 4    | 0     |
| 1999/00 | RSC Anderlecht    | Vlag van België    | Jupiler League     | 3    | 0     |
| 1999/00 | Roda JC           | Vlag van Nederland | Eredivisie         | 8    | 0     |
| 2000/01 | Roda JC           | Vlag van Nederland | Eredivisie         | 33   | 8     |
| 2001/02 | Roda JC           | Vlag van Nederland | Eredivisie         | 27   | 5     |
| 2002/03 | Roda JC           | Vlag van Nederland | Eredivisie         | 30   | 10    |
| 2003/04 | Roda JC           | Vlag van Nederland | Eredivisie         | 0    | 0     |
| 2003/04 | Ajax              | Vlag van Nederland | Eredivisie         | 17   | 4     |
| 2004/05 | Ajax              | Vlag van Nederland | Eredivisie         | 0    | 0     |
| 2004/05 | KRC Genk          | Vlag van België    | Jupiler League     | 12   | 3     |
| 2005/06 | KRC Genk          | Vlag van België    | Jupiler League     | 18   | 4     |
| 2006/07 | KRC Genk          | Vlag van België    | Jupiler League     | 31   | 9     |
| 2007/08 | KRC Genk          | Vlag van België    | Jupiler League     | 23   | 3     |
| 2008/09 | KRC Genk          | Vlag van België    | Jupiler League     | 15   | 1     |
| 2009/10 | KV Kortrijk       | Vlag van België    | Jupiler League     | 1    | 0     |
| 2009/10 | KV Mechelen       | Vlag van België    | Jupiler League     | 3    | 1     |
| 2009/10 | KV Mechelen       | Vlag van België    | Play-Off II A      | 2    | 2     |
| 2010/11 | KV Mechelen       | Vlag van België    | Jupiler League     | 11   | 0     |
| 2010/11 | KV Mechelen       | Vlag van België    | Play-Off II A      | 0    | 0     |
| 2011/12 | Olympia Wijgmaal  | Vlag van België    | Derde Klasse       | 20   | 2     |
| 2012/13 | WS Wommersom      | Vlag van België    | Tweede Provinciale | 9    | 2     |
| 2013/14 | WS Wommersom      | Vlag van België    | Tweede Provinciale | 6    | 6     |
| 2015/16 | SC Out-Hoegaarden | Vlag van België    |                    |      |       |
|         |                   |                    | Totaal             | 257  | 50    |

## Erelijst
- Eredivisie: 2004
- KNVB beker: 2000
- Johan Cruijff Schaal: Finalist 2000, 2004
- Beker van België: 2009

## Televisie
Sinds het najaar van 2012 werkt hij als analist bij Sporting Telenet. Sinds 2013 werkt hij ook als co-commentator bij 2BE voor de wedstrijden van de UEFA Champions League en als analist in Stadion.